# Соломирецький Богдан Богданович
Соломирецький Богдан Богданович (1589 -1630) — білоруський князь та магнат гербу Равич, один з найбільш послідовних захисників православної віри у Речі Посполитій.

## Життєпис
Походив з впливового князівського роду Соломирецьких. Син князя Богдана Івановича Соломирецького та Єви Корсак. Точне місце народження невідомо, це один з маєтків родини під Мінськом. Виховувався у дусі вірності православ'ю. Наприкінці 1590-х років батько запросив відомого вчителя та проповідника Мелетія Смотрицького, під орудою якого молодий Соломирецький проходив навчання. Згодом вони разом виїхали на навчання до Західної Європи. Соломирецький студіював в університетах Бреслау, Нюрнбергу, Лейпцигу, Віттенбергу.
По поверненню у 1604 році одружується з представницею роду Сапіг, водночас він продовжив справу батька щодо підтримки православ'я у Литві та Білорусі. Разом із князем Богданом Огинським Богдан Соломирецький підтримував діяльність Віленського і Мінського братств. У 1620 році він стає кричевським старостою. У 1626 році вирішив у своєму маєтку Барколабово заснувати Свято-Духівський монастир для протидії унії з РКЦ. Втім цей план не встиг втілити, внаслідок раптової смерті у 1630 році. Його справу завершила донька Олена.

## Родина
Дружина — Катерина, донька Лева Сапіги. Діти:
- Христина, дружина князя Петра Жижемського
- Олена (д/н — 1640), дружина мстиславльського підкоморія Богдана Стеткевича, їх донька Олена — друга дружина гетьмана Івана Виговського
- Марина, дружина магната Марціана Гурського
- Регіна
- Ян-Владислав (д/н — 1641) — князькнязь, маршалок Пінський, чоловік Ганни Волович